# Llista del Patrimoni de la Humanitat d'Àfrica
Llista dels béns culturals i naturals declarats Patrimoni de la Humanitat per la UNESCO al continent africà, organitzats per estats i territoris.
Al començament de cada un dels béns s'indica l'any en què foren declarats Patrimoni de la Humanitat; si hi ha més d'una data vol dir que s'ha rectificat (normalment una ampliació) els béns llistats originàriament. Els marcats amb un asterisc (*) també estan inclosos dins la llista del Patrimoni de la Humanitat en perill.

## Patrimoni transfronterer
- 1981 i 1982: La Reserva Natural integral del Mont Nimba (compartit entre la Costa d'Ivori i Guinea).*
- 1989: Mosi-oa-Tunya, o les cascades Victòria (compartit entre Zàmbia i Zimbàbue).
- 2006: Els cercles megalítics de Senegàmbia (compartit entre Gàmbia i el Senegal).
- 2012: El Trinacional de la Sangha (compartit entre el Camerun, la República Centreafricana i la República del Congo).

## Patrimoni classificat per estats i territoris

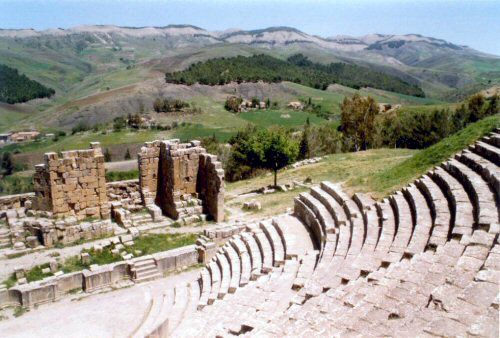
El teatre romà de Djemila

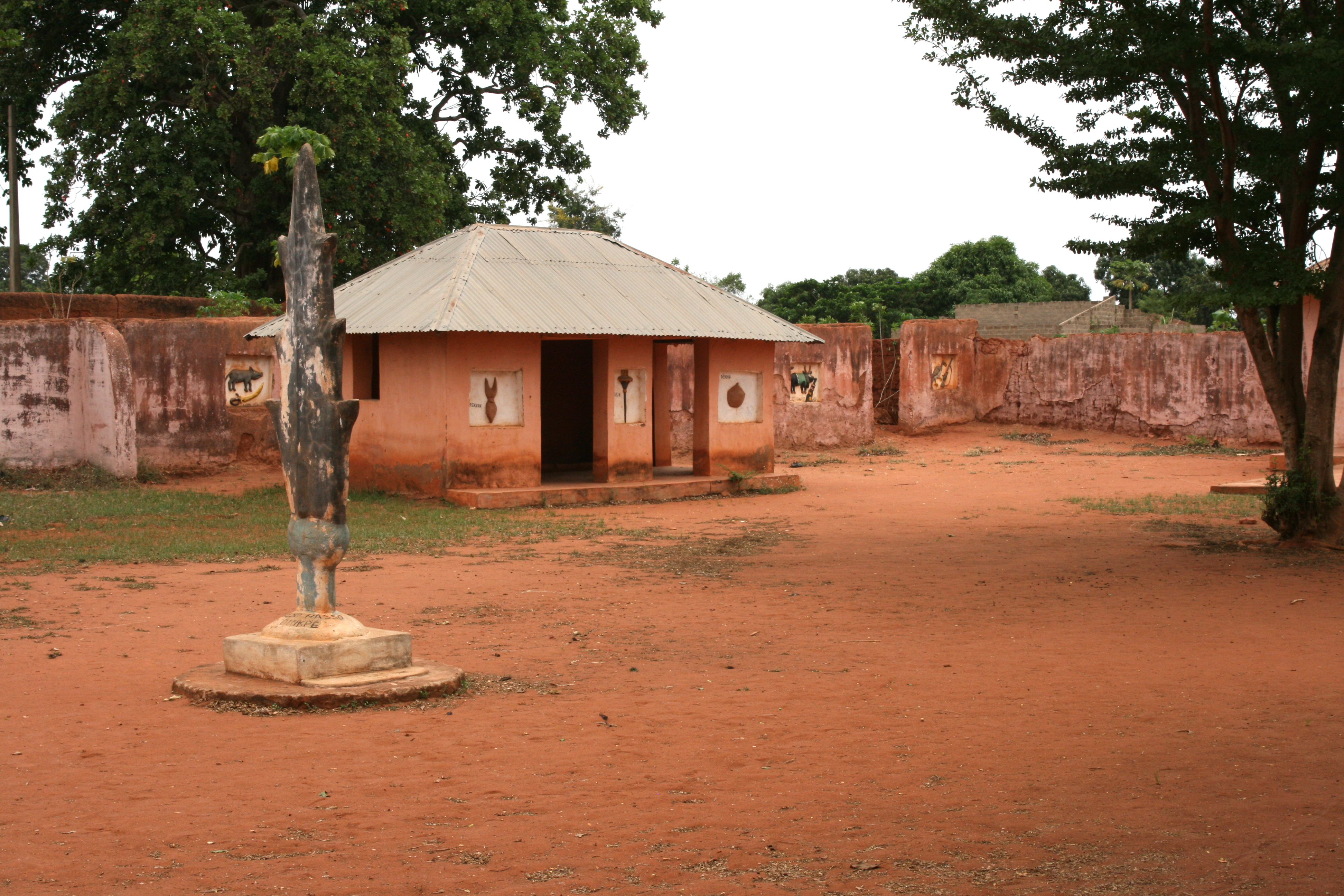
Els palaus reials d'Abomey

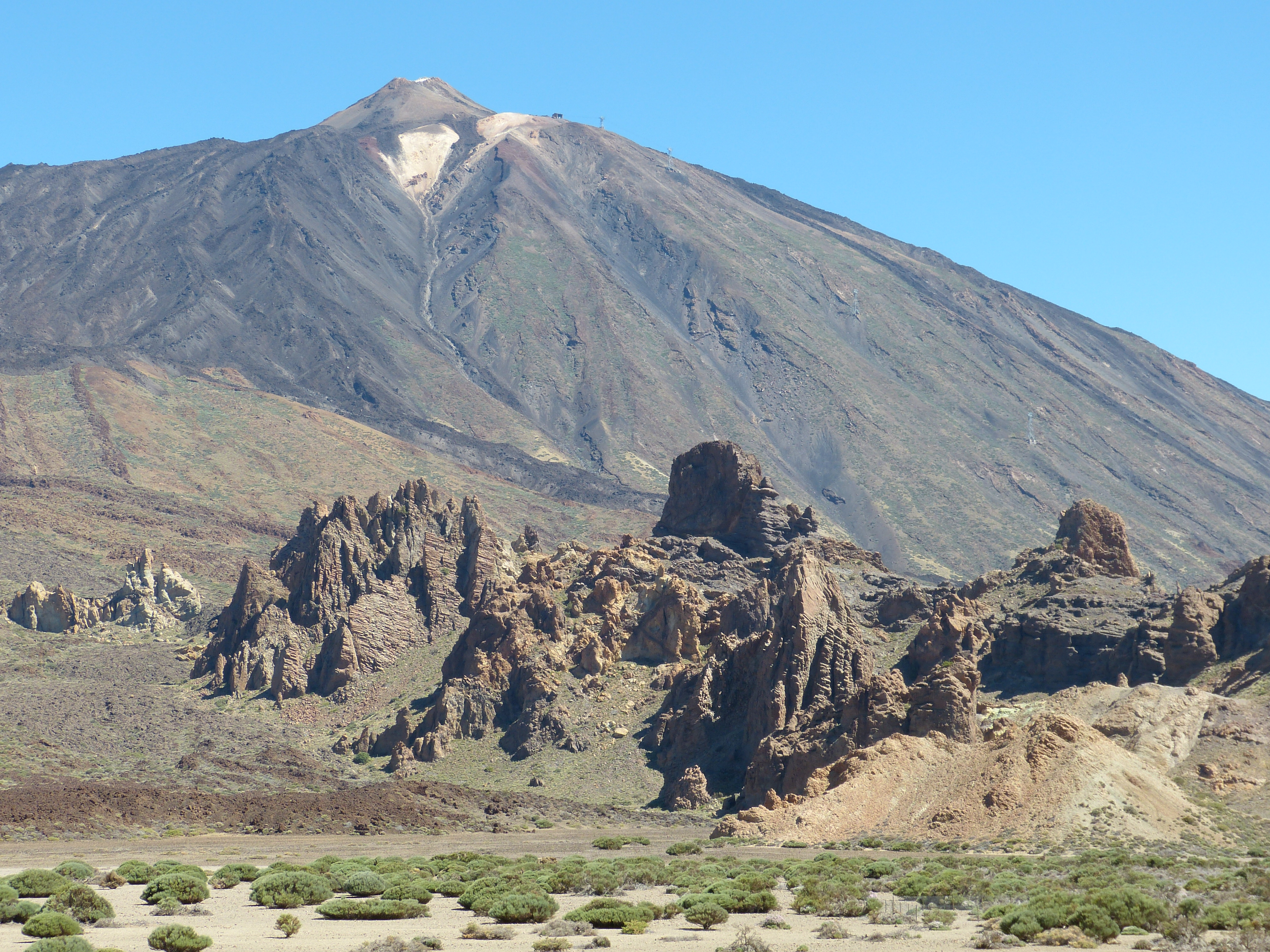
El parc nacional del Teide

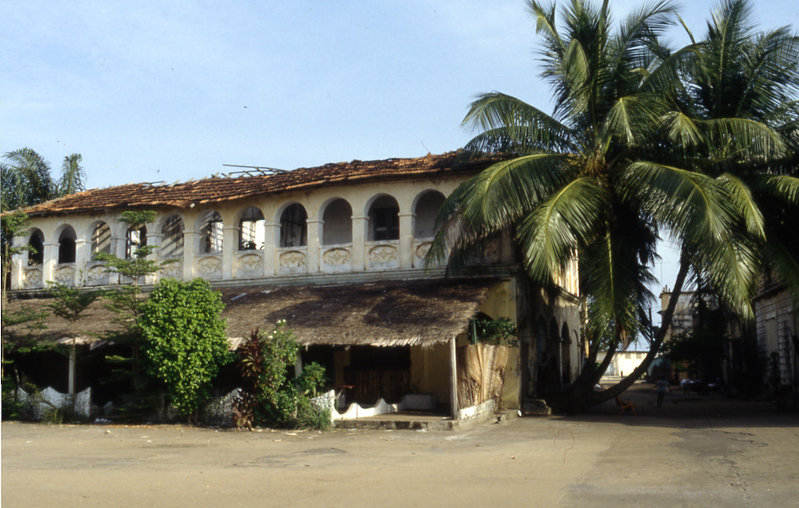
La localitat històrica de Grand-Bassam

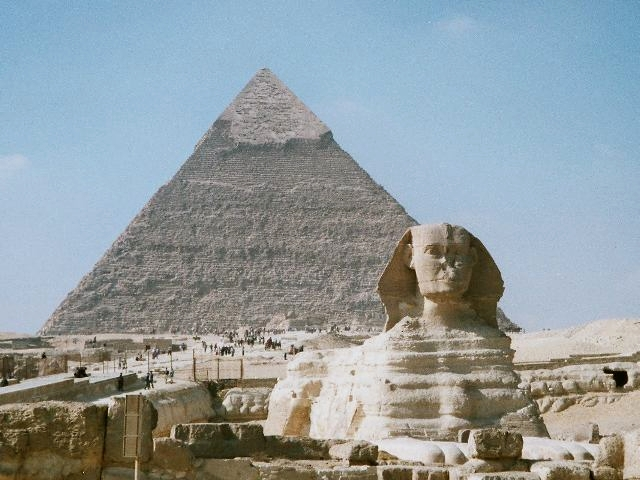
L'esfinx de Guiza davant la piràmide de Khefren

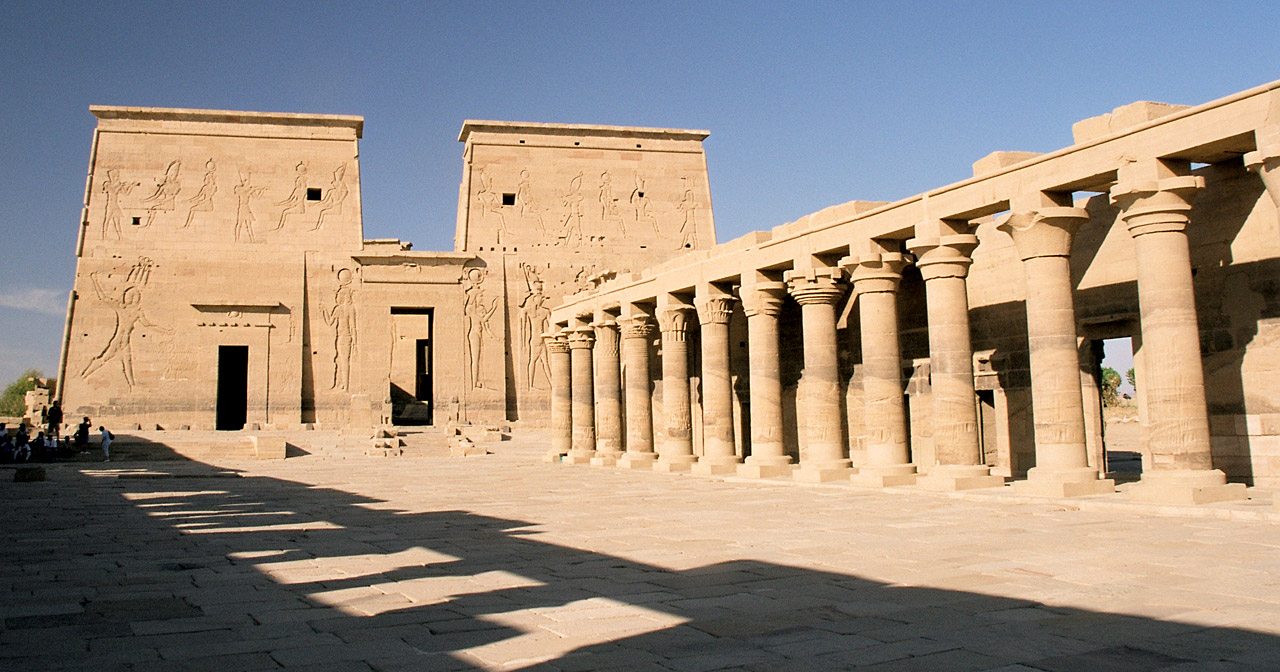
El temple de Files

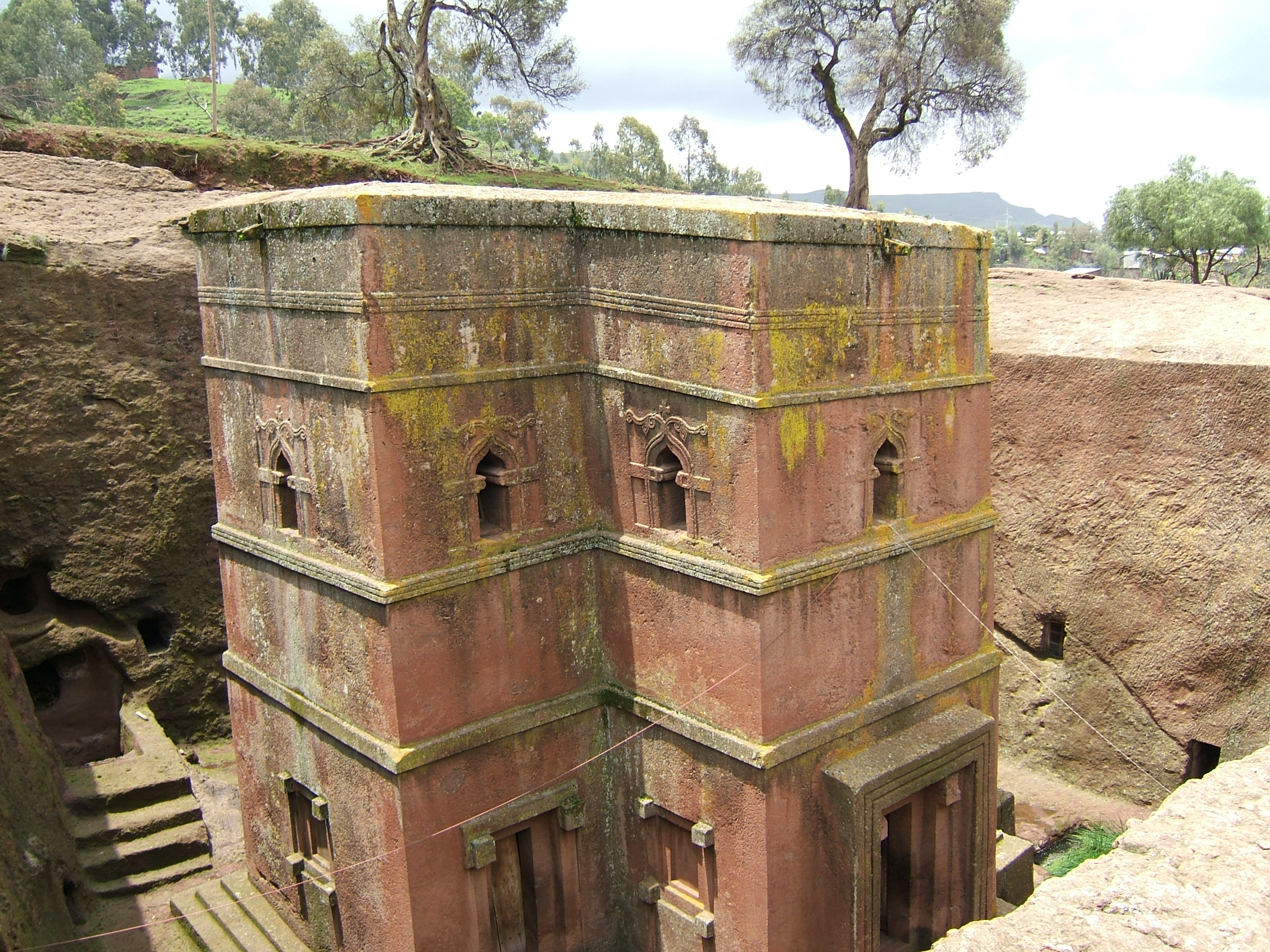
L'església de Bet Giyorgis a Lalibela

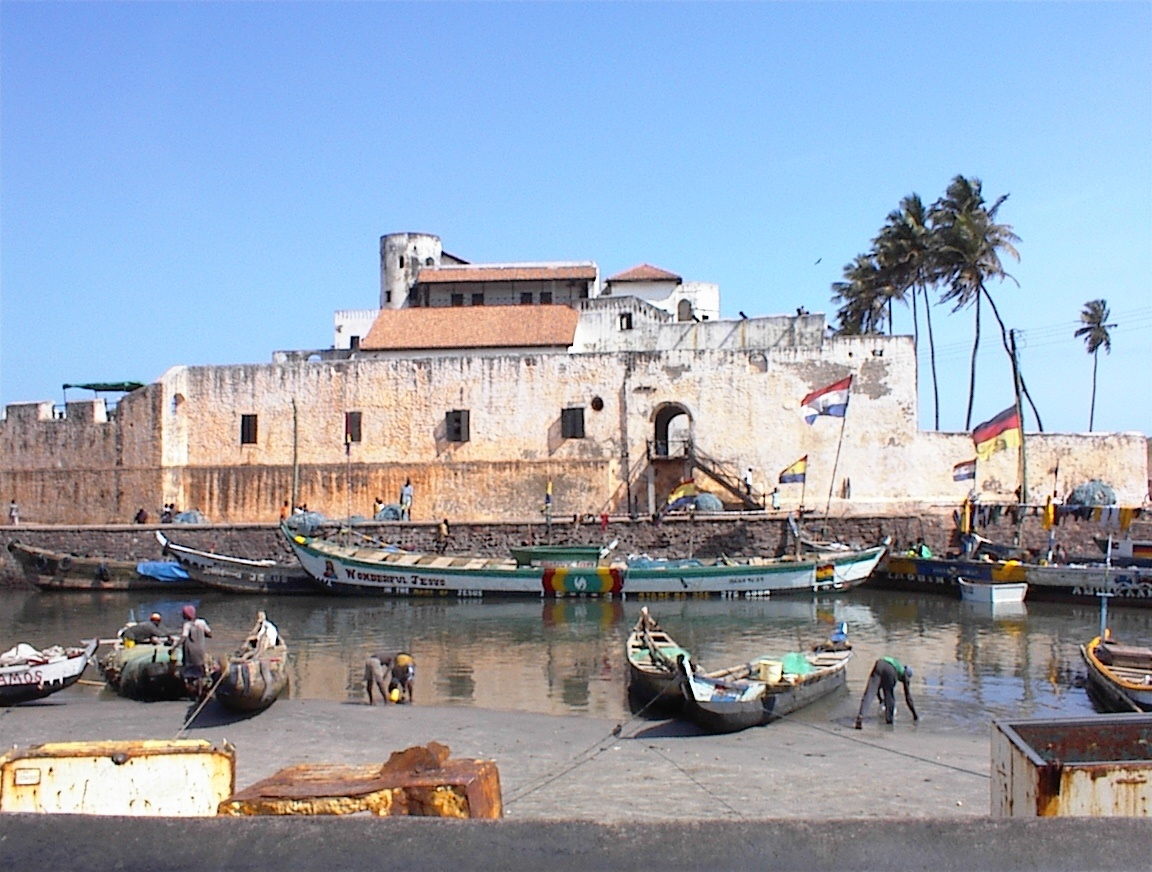
El castell d'Elmina, a la Ghana central

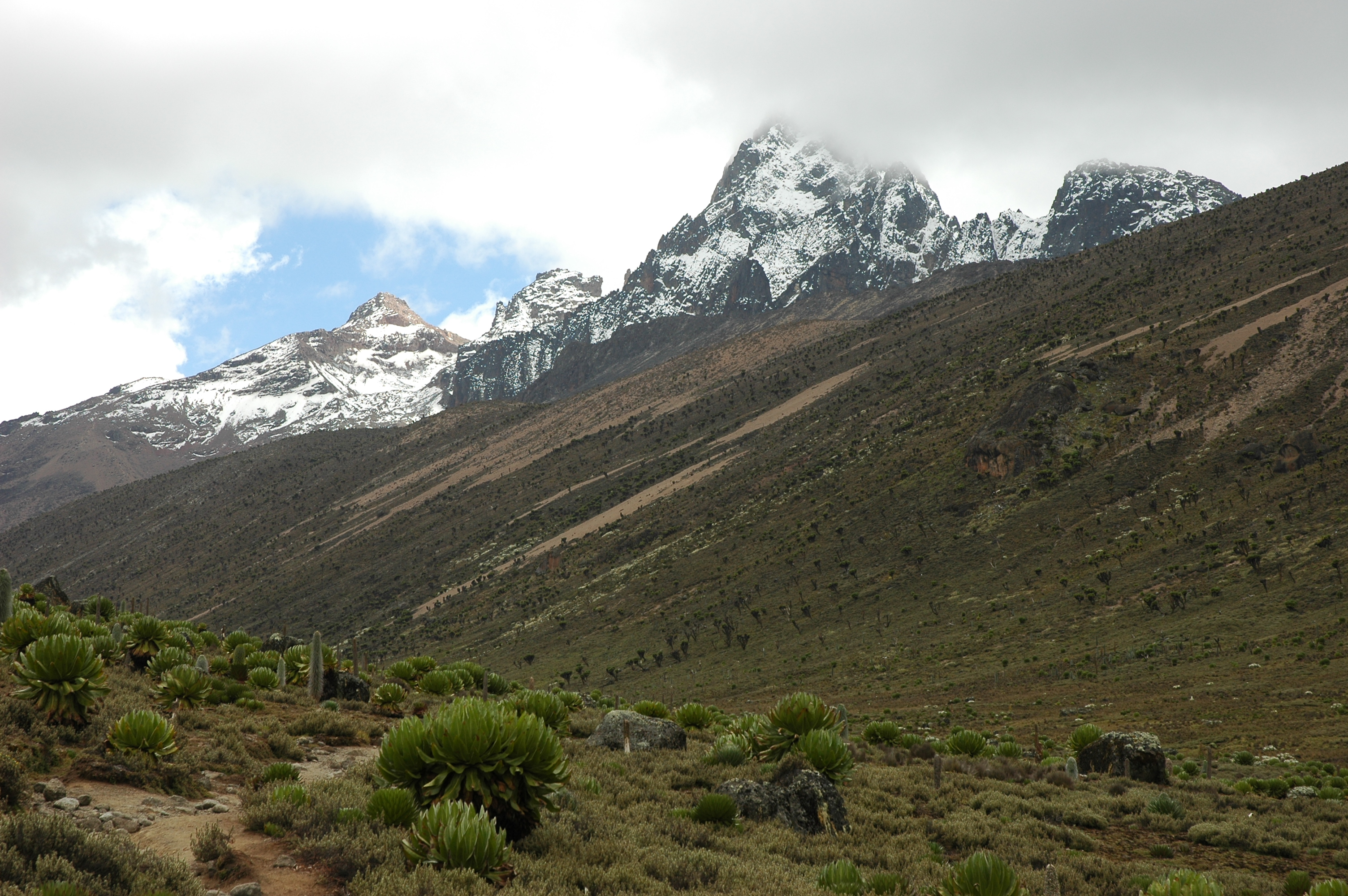
El mont Kenya

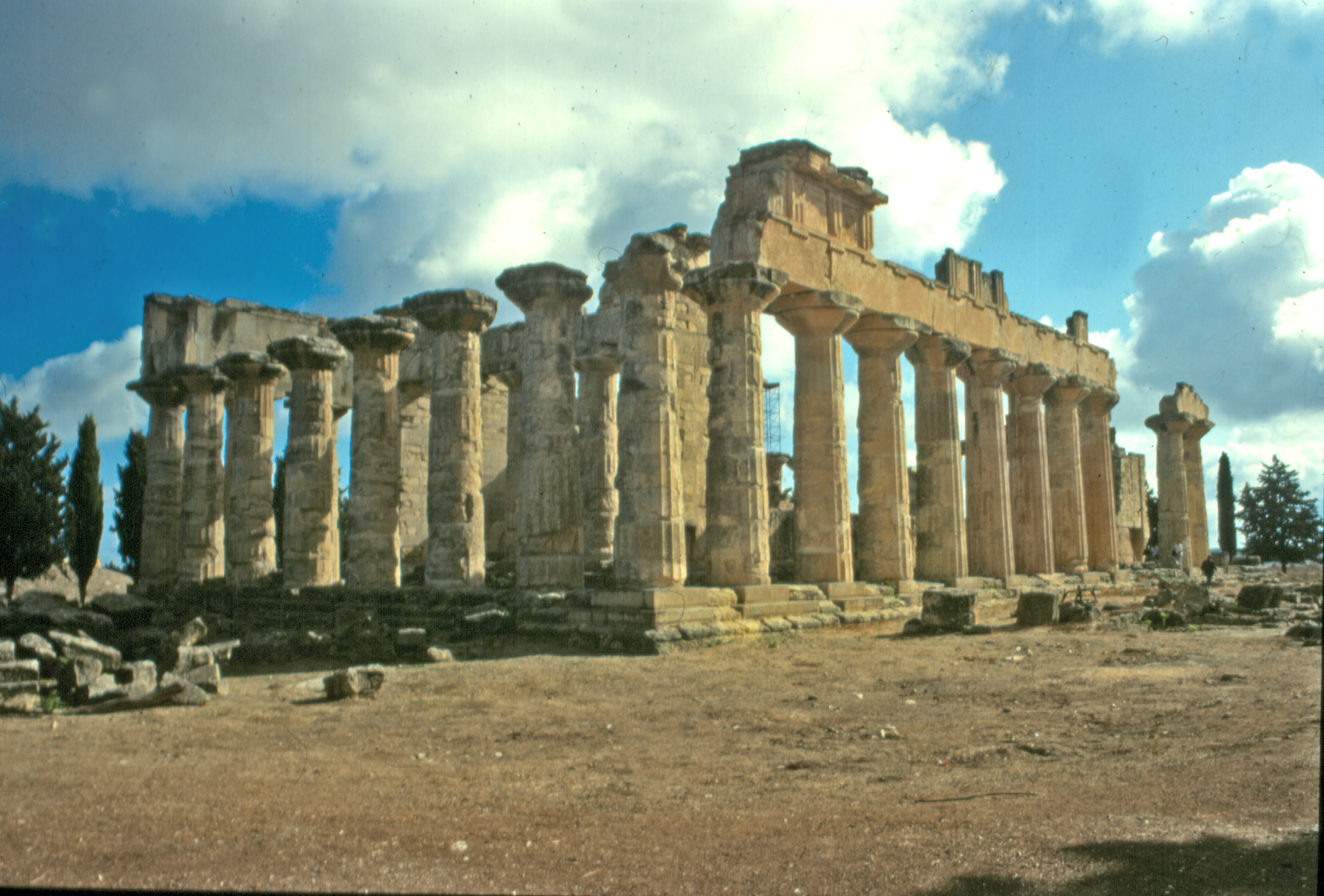
El temple de Zeus a Cirene

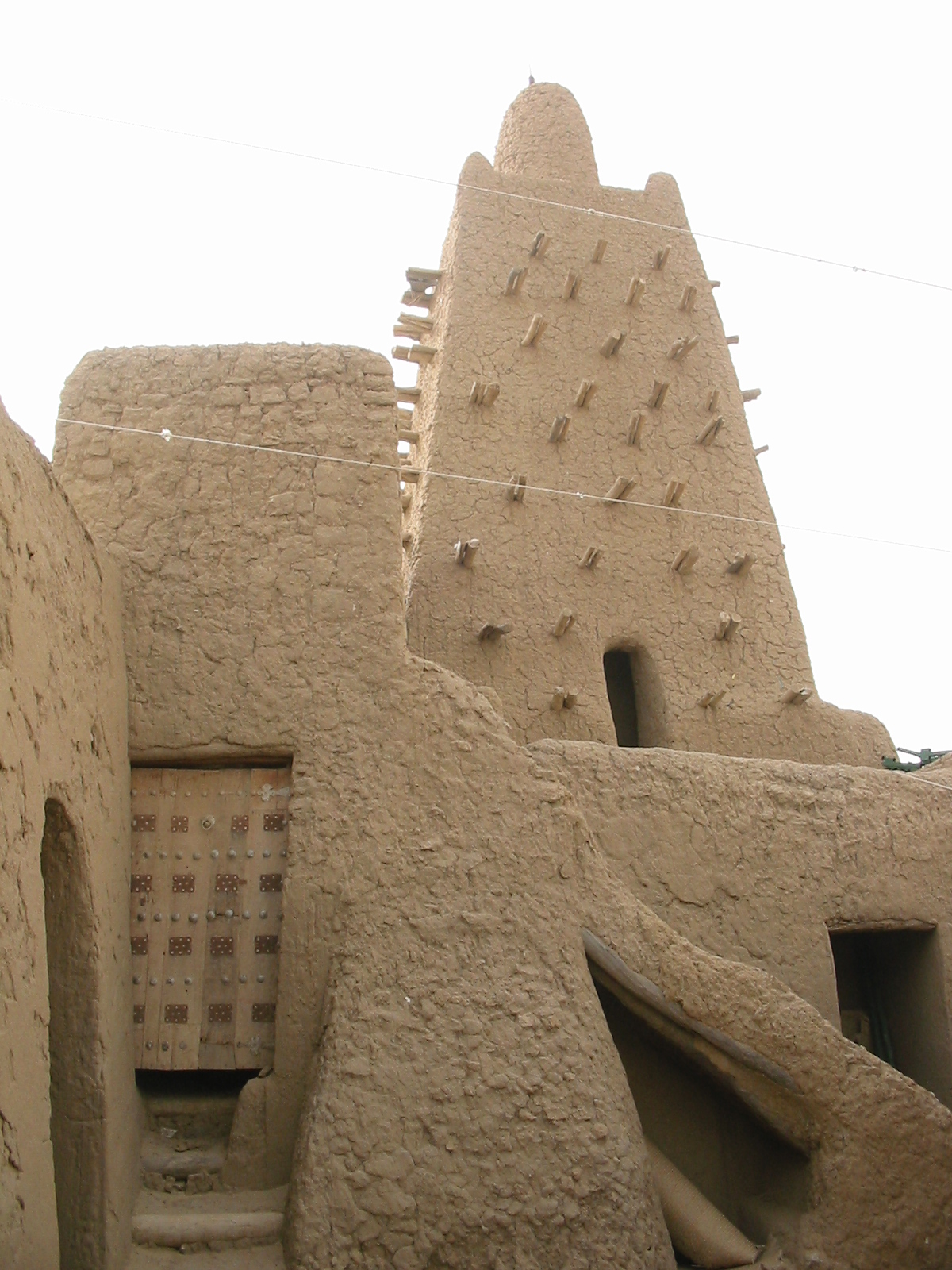
La mesquita Djingareyber, a Timbuktu

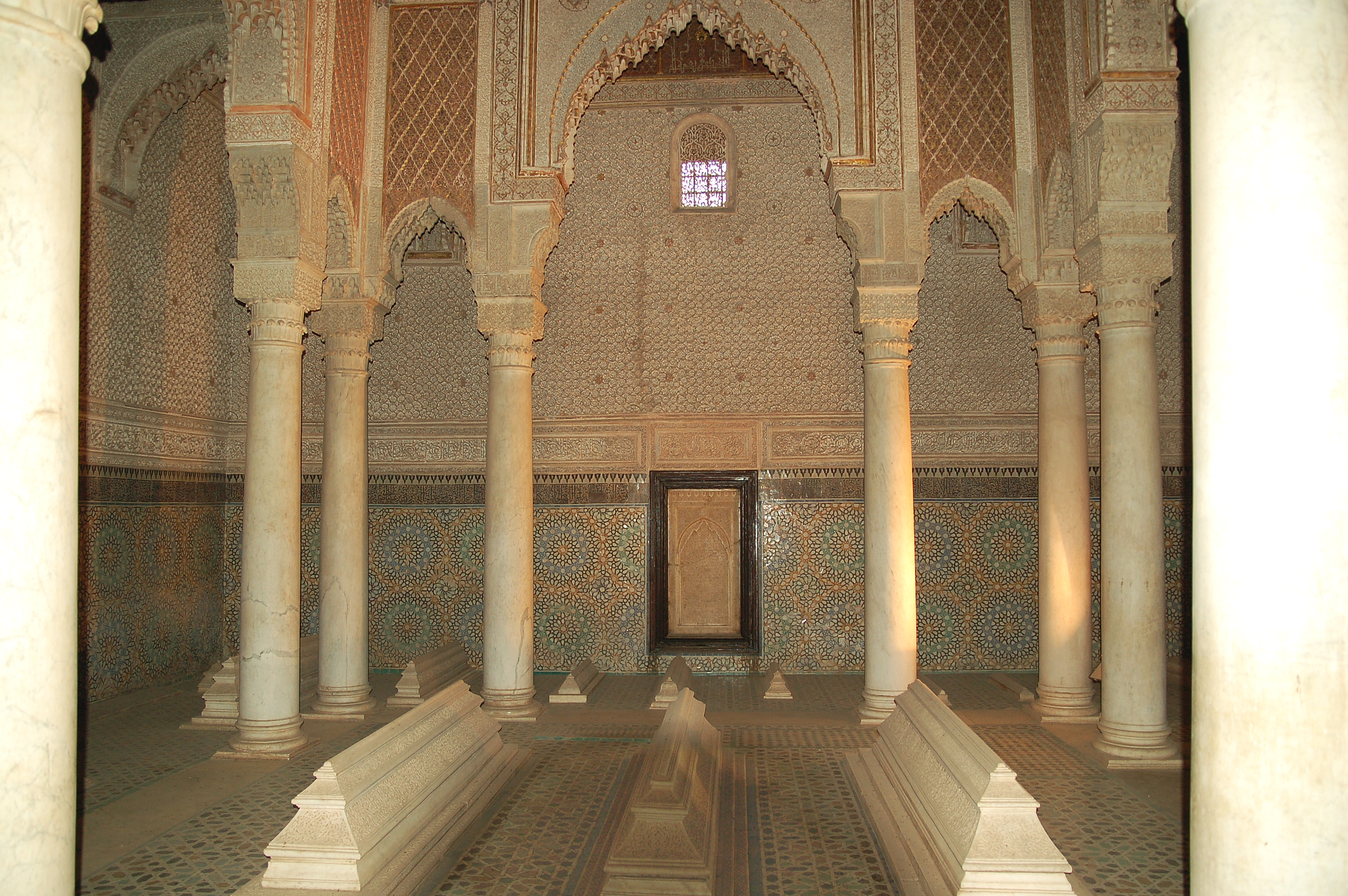
Les tombes saadites de Marràqueix

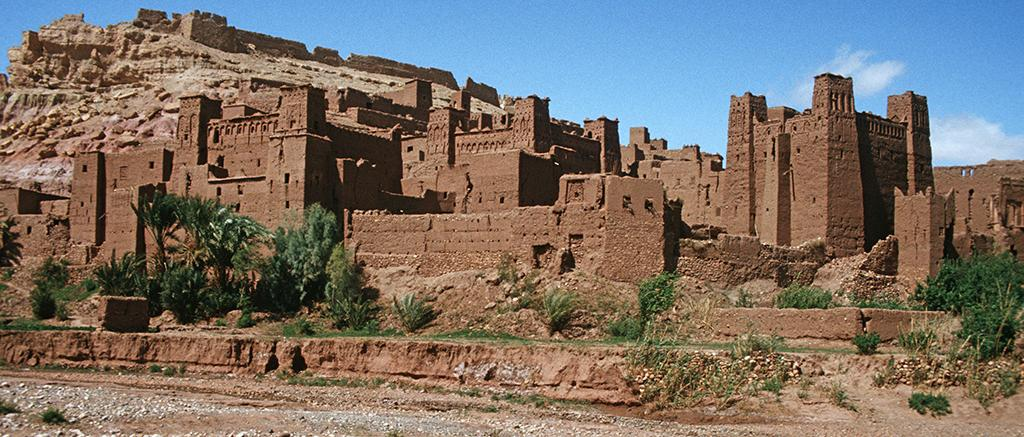
El ksar d'Aït Benhaddou

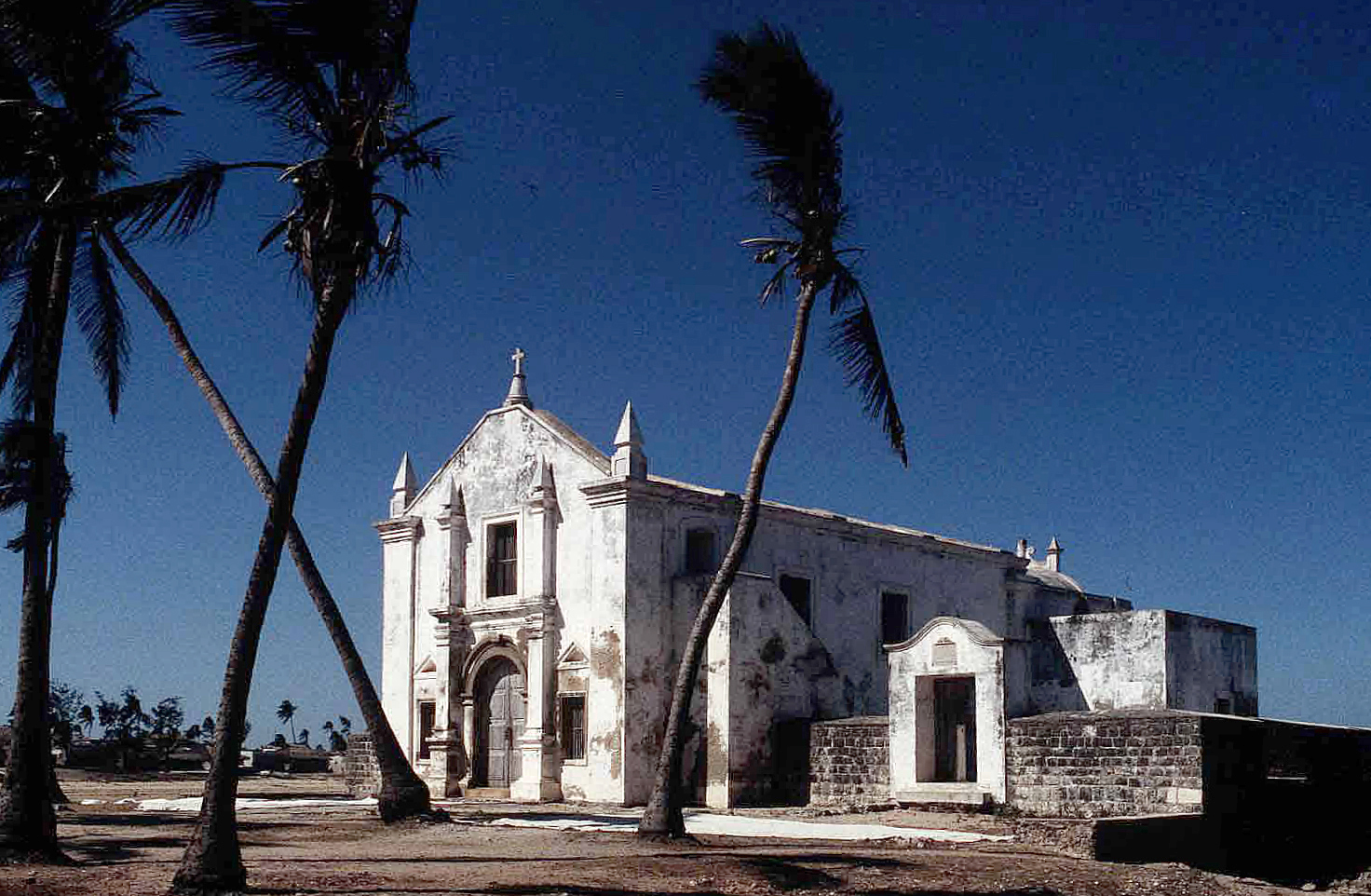
Església colonial portuguesa a l'illa de Moçambic

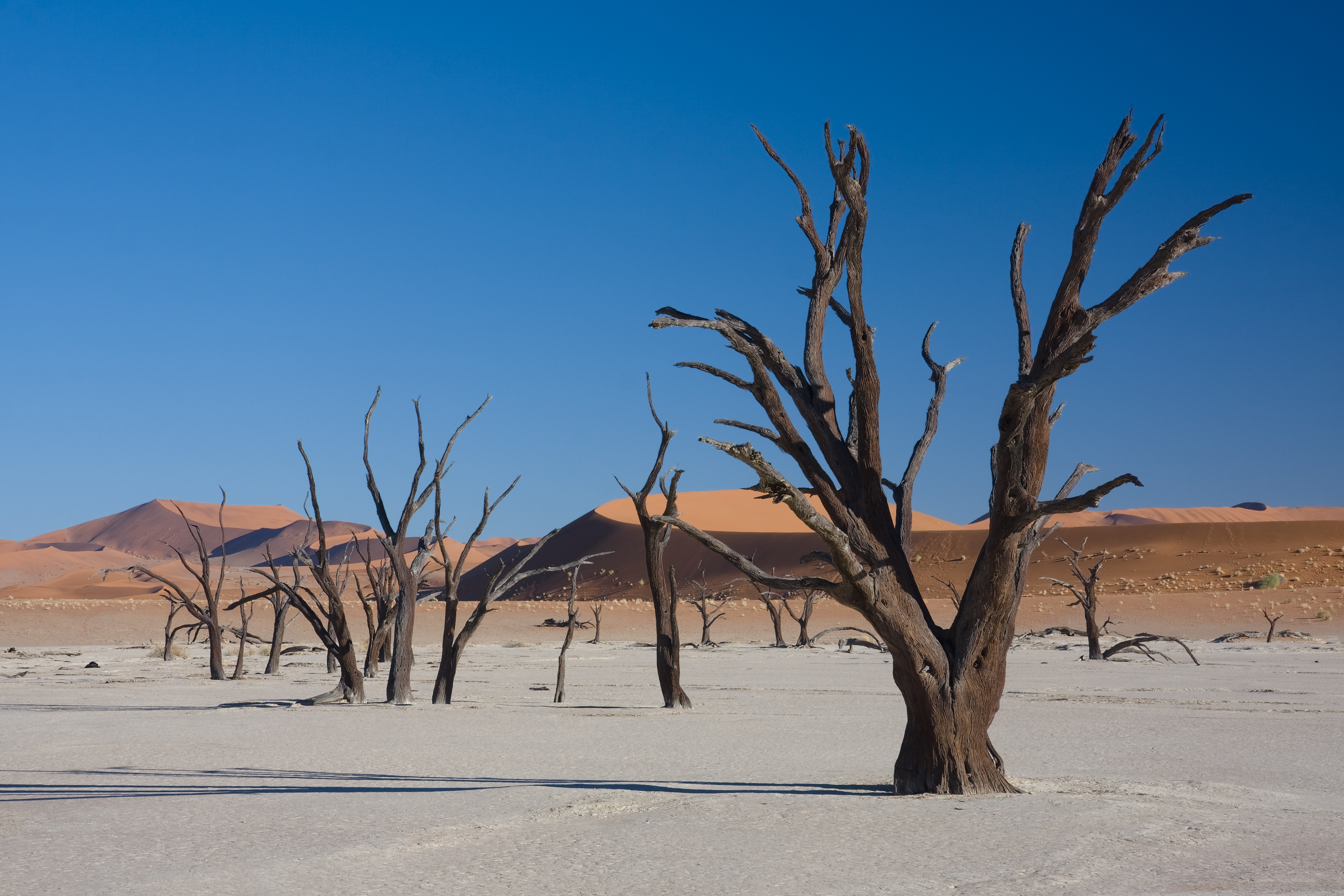
El desert del Namib

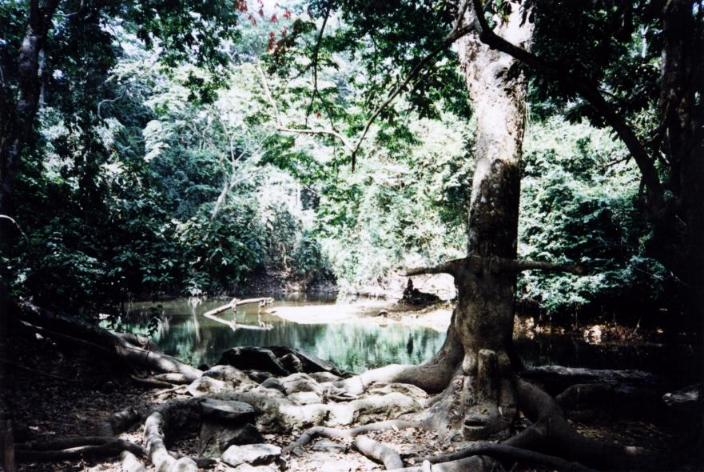
El bosc sagrat d'Osun-Osogbo

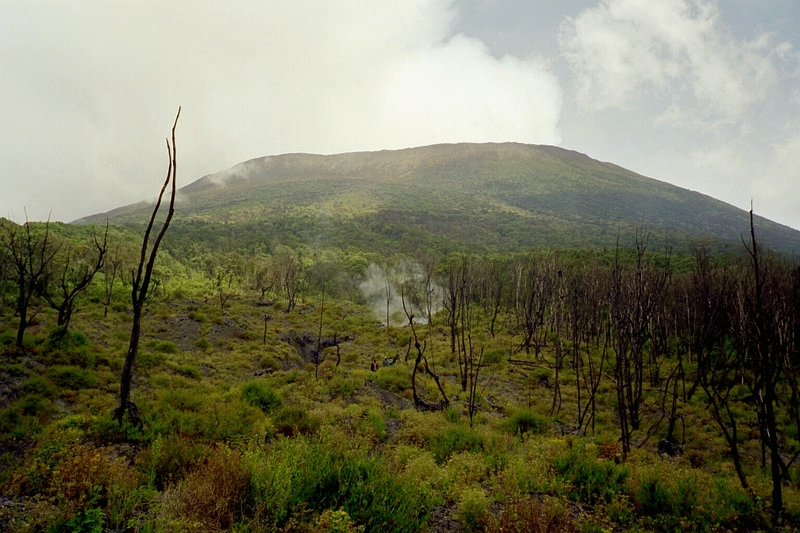
El volcà Nyiragongo, al parc nacional dels Virunga

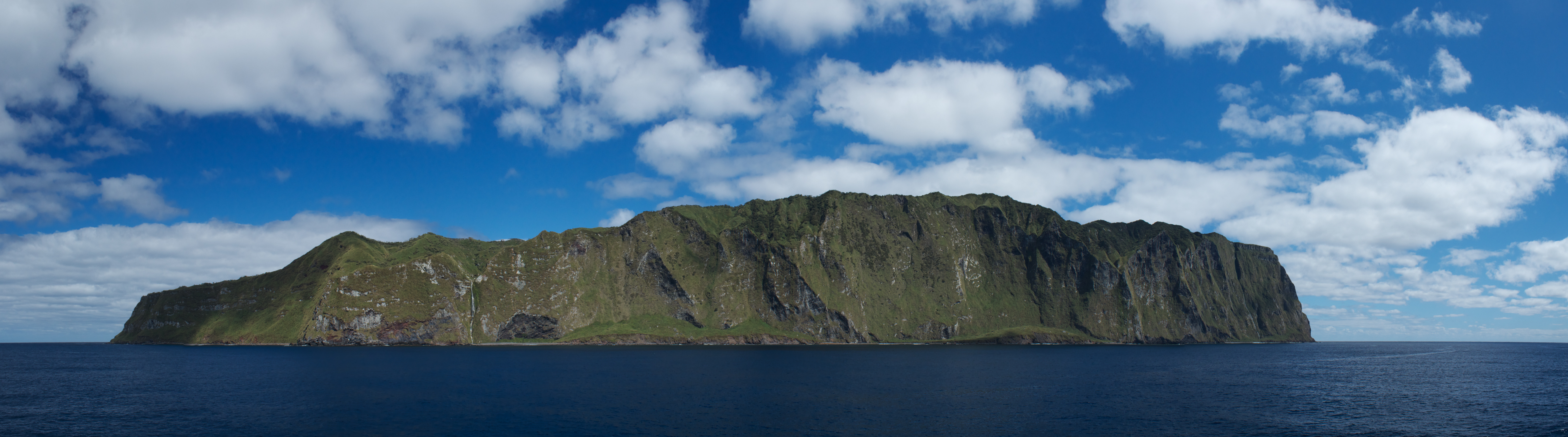
L'illa Inaccessible

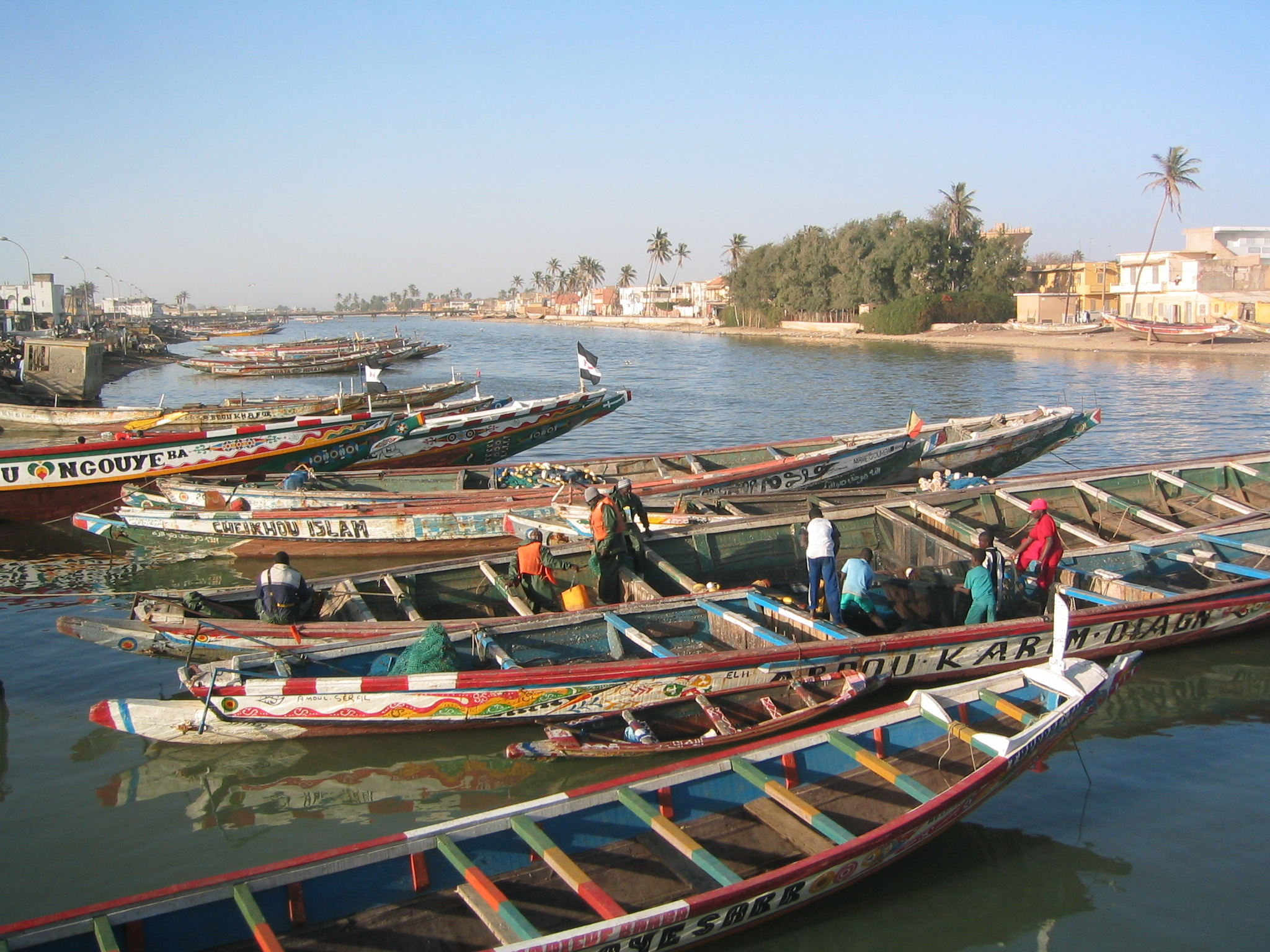
L'illa de Saint-Louis

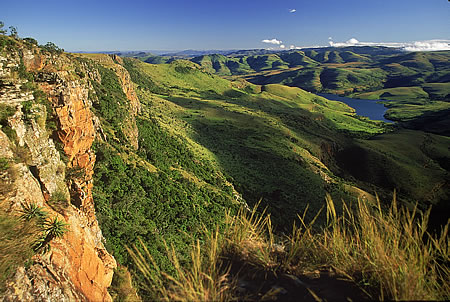
El parc nacional del Drakensberg

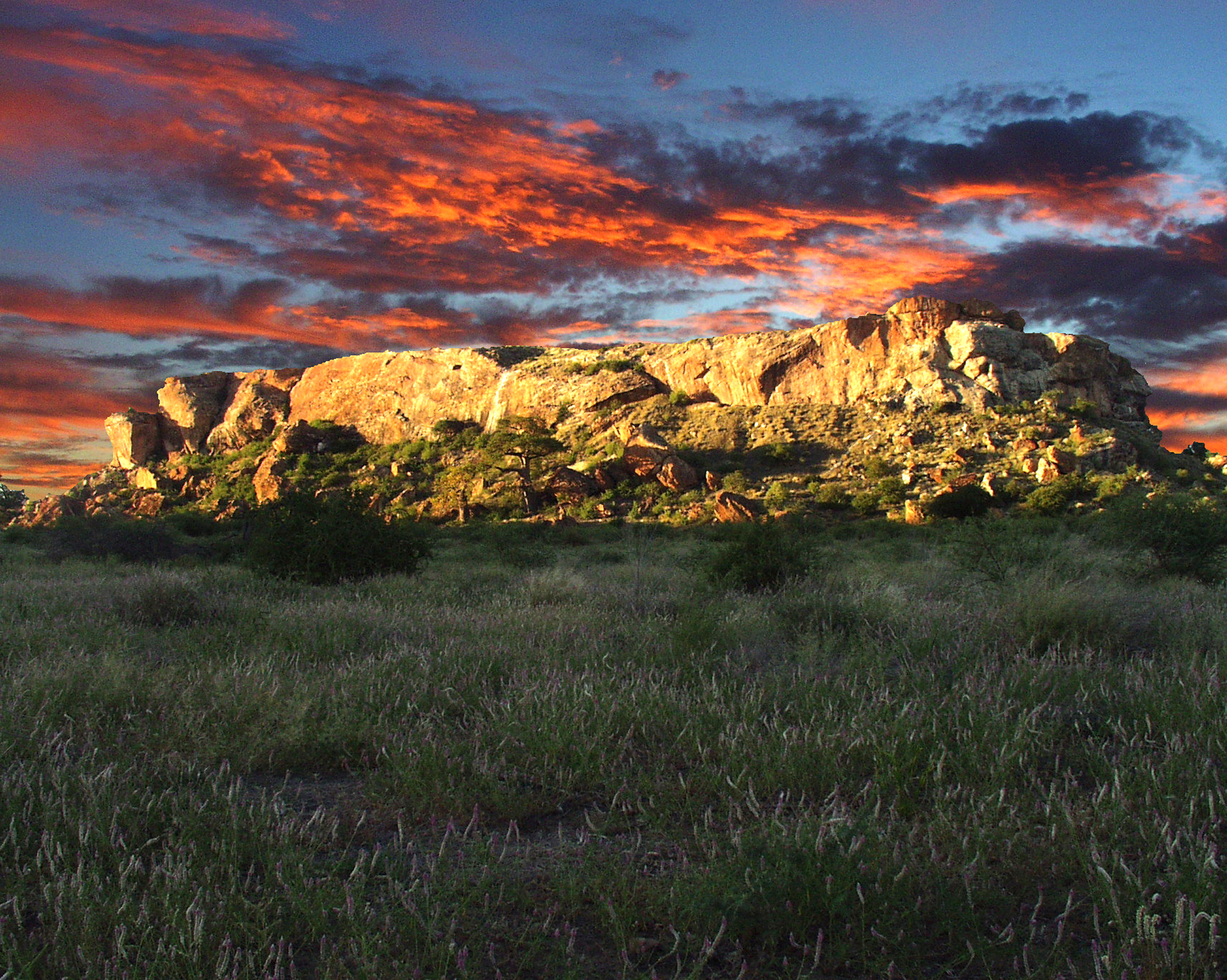
El turó de Mapungubwe

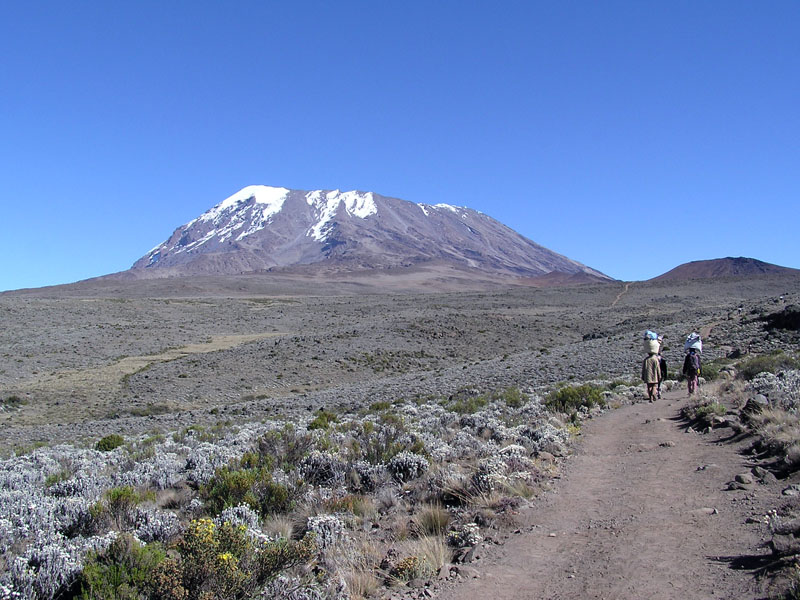
El cim nevat del Kilimanjaro

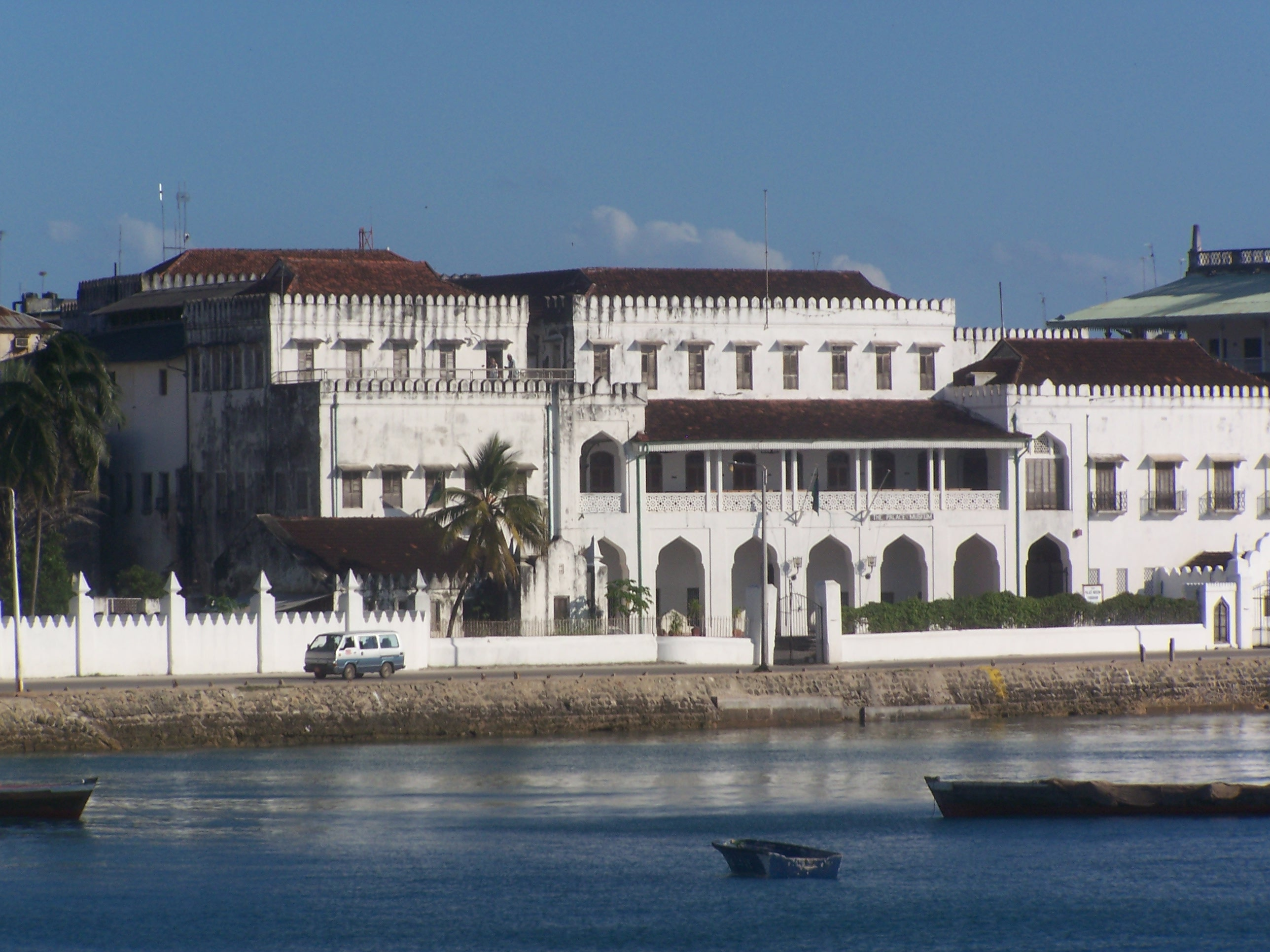
L'antic palau dels soldans a Zanzíbar

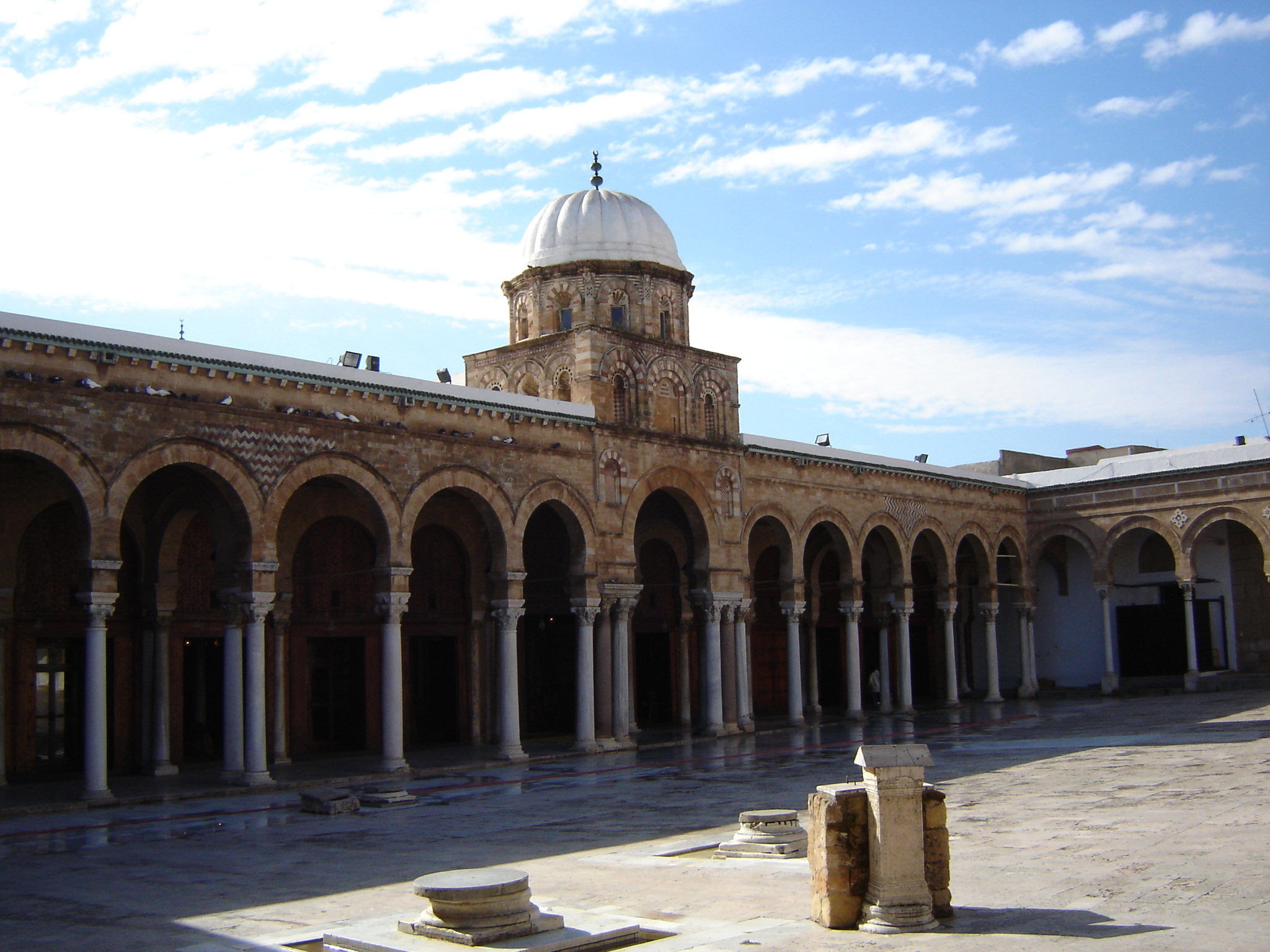
La gran mesquita de Tunis

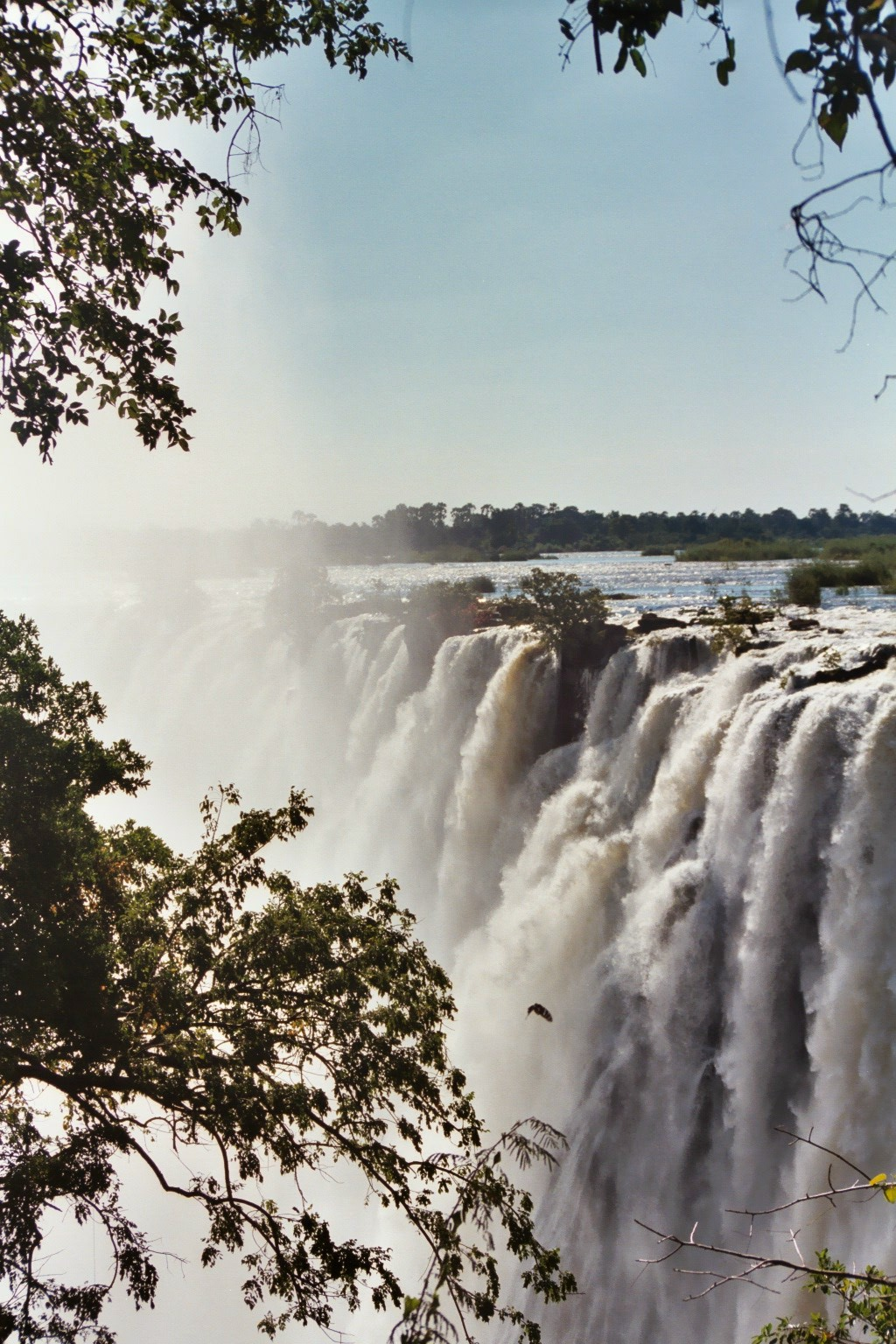
Les cascades Victòria

### Algèria
- 1980: La fortalesa (al-Qal'a) de Beni Hammad.
- 1982: La ciutat romana de Djemila.
- 1982: El Tassili n'Ajjer.
- 1982: La ciutat romana de Timgad.
- 1982: La ciutat romana de Tipasa.
- 1982: La vall del Wadi Mzab.
- 1992: La Casbah d'Alger.

### Angola
- 2017: Mbanza Kongo

### Benín
- 1985: Els palaus reials d'Abomey.

### Botswana
- 2001: Les pintures rupestres de Tsodilo.
- 2014: Delta de l'Okavango

### Burkina Faso
- 2009: Les ruïnes de Loropéni.
- 2019: Antics llocs metal·lurgics de Burkina Faso.

### Camerun
- 1987: La Reserva de fauna del Dja.
- 2012: El Parc Nacional de Lobéké, integrant de l'anomenat Trinacional de la Sangha (compartit amb la República Centreafricana i la República del Congo).

### Canàries
- 1986: El Parc Nacional de Garajonay, a la Gomera.
- 1999: San Cristóbal de la Laguna, a Tenerife.
- 2007: El Parc Nacional del Teide, a Tenerife.
- 2019: El paisatge cultural i la muntanya sagrada de Risco Caído.

Vegeu també: Llista del Patrimoni de la Humanitat a Espanya

### Cap Verd
- 2009: Cidade Velha, el centre històric de Ribeira Grande de Santiago, a l'illa de Santiago.

### Costa d'Ivori
- 1981 i 1982: La Reserva Natural integral del Mont Nimba (compartit amb Guinea).*
- 1982: El Parc Nacional de Taï.
- 1983: El Parc Nacional del Comoé.*
- 2012: La localitat històrica de Grand-Bassam.

### Egipte
- 1979: Abu Mena.*
- 1979: El Caire Històric.
- 1979: Memfis i la necròpoli, amb les zones de les piràmides de Guiza a Dashur.
- 1979: Els monuments de Núbia, d'Abu Simbel a Files.
- 1979: L'antiga Tebes i la necròpoli.
- 2002: La zona de Santa Caterina.
- 2005: Wadi al-Hitan, o la vall de les Balenes.

### Eritrea
- 2017: Asmara, ciutat modernista a l'Àfrica.

### Etiòpia
- 1978: Les esglésies excavades a la roca de Lalibela.
- 1978: El Parc Nacional del Simien.*
- 1979: La ciutat fortificada de Fasil Ghebbi.
- 1980: La ciutat d'Axum.
- 1980: La vall baixa de l'Awash.
- 1980: La vall baixa de l'Omo.
- 1980: Les esteles de Tiya.
- 2006: Harar Jugol, la ciutat històrica fortificada.
- 2011: El paisatge cultural de Konso.

### Gabon
- 2007: L'ecosistema i el paisatge cultural de Lopé-Okanda.

### Gàmbia
- 2003: Illa de Kunta Kinteh i els indrets associats.
- 2006: Els cercles megalítics de Senegàmbia (compartit amb el Senegal).

### Ghana
- 1979: Els forts i castells de les regions de Volta, d'Accra, Central i Occidental.
- 1980: Els edificis tradicionals ashantis.

### Guinea
- 1981 i 1982: La reserva natural integral del mont Nimba (compartit amb la Costa d'Ivori).*

### Illa de la Reunió
- 2010: Pitons, circs i escarpaments (remparts) de l'illa de la Reunió.

Vegeu també: Llista del Patrimoni de la Humanitat a França

### Kenya
- 1997 i 2013: El Parc Nacional del Mont Kenya
- 1997 i 2001: Parcs Nacionals del llac Turkana
- 2001: La ciutat antiga de Lamu.
- 2008: Els boscos sagrats i els kaya (pobles fortificats) dels mijikenda.
- 2011: Fort Jesús, a Mombasa.
- 2011: El sistema de llacs de Kenya de la vall del Gran Rift.
- 2018: El jaciment arqueològic de Thimlich Ohinga

### Lesotho
- 2000 i 2013: El Parc Nacional del Drakensberg

### Líbia
- 1982: El jaciment arqueològic de Cirene.
- 1982: El jaciment arqueològic de Leptis Magna.
- 1982: El jaciment arqueològic de Sabrata.
- 1985: L'art rupestre de Tadrart Acacus.
- 1986: L'antiga ciutat de Ghadames.

### Madagascar
- 1990: La reserva natural integral del Tsingy de Bemaraha.
- 2001: El turó reial d'Ambohimanga.
- 2007: La selva pluvial de l'Atsinanana.*

Vegeu també Patrimoni de la Humanitat de Madagascar

### Madeira
- 1999: La laurisilva de Madeira.

Vegeu també: Llista del Patrimoni de la Humanitat a Portugal

### Malawi
- 1984: El Parc Nacional del llac Malawi.
- 2006: L'art rupestre de Chongoni.

### Mali
- 1988: Timbuctu.*
- 1988: Les ciutats antigues de Djenné.
- 1989: La cinglera de Bandiagara, al país dogon.
- 2004: La tomba dels Askia, a Gao.*

### Marroc
- 1981: La medina de Fes.
- 1985: La medina de Marràqueix.
- 1987: El ksar d'Aït Benhaddou.
- 1996: La ciutat històrica de Meknès.
- 1997: La medina de Tetuan, l'antiga Titawin.
- 1997: El jaciment arqueològic de Volúbilis.
- 2001: La medina d'Essaouira, l'antiga Mogador.
- 2004: La ciutat portuguesa de Mazagan, actualment El Jadida.
- 2012: Rabat: capital moderna i ciutat històrica, un patrimoni compartit

### Maurici
- 2006: L'Aapravasi Ghat, o Dipòsit d'Immigrants, a Port Louis.
- 2008: El paisatge cultural de Le Morne.

### Mauritània
- 1989: El Parc Nacional del Banc d'Arguin.
- 1996: Els antics ksour de Ouadane, Chinguetti, Tichitt i Oualata.

### Moçambic
- 1991: L'illa de Moçambic.

### Namíbia
- 2007: Twyfelfontein o /Ui-//aes.
- 2013: Desert del Namib

### Níger
- 1991: Les reserves naturals de l'Aïr i del Ténéré.*
- 1996: El Parc Nacional de la W al Níger.
- 2013: Centre històric d'Agadez

### Nigèria
- 1999: El paisatge cultural de Sukur.
- 2005: El bosc sagrat d'Osun-Osogbo.

### República Centreafricana
- 1988: El Parc Nacional del Manovo-Gounda Saint-Floris.*
- 2012: El Parc Nacional Dzanga-Ndoki, integrant de l'anomenat Trinacional de la Sangha (compartit amb el Camerun i la República del Congo).

### República del Congo
- 2012: El Parc Nacional de Nouabalé-Ndoki, integrant de l'anomenat Trinacional de la Sangha (compartit amb el Camerun i la República Centreafricana).

### República Democràtica del Congo
- 1979: El Parc Nacional dels Virunga.*
- 1980: El Parc Nacional de Kahuzi-Biega.*
- 1980: El Parc Nacional del Garamba.*
- 1984: El Parc Nacional del Salonga.*
- 1996: La reserva de fauna dels ocapis al bosc d'Ituri.*

### Saint Helena
- 1995 i 2004: Les illes de Gough i Inaccessible, al grup de Tristan da Cunha.

Vegeu també: Llista del Patrimoni de la Humanitat al Regne Unit

### Senegal
- 1978: L'illa de Gorée, a Dakar.
- 1981: Parc Nacional dels ocells del Djoudj.
- 1981: Parc Nacional del Niokolo-Koba.*
- 2000: L'Illa de Saint-Louis.
- 2006: Els cercles megalítics de Senegàmbia (compartit amb Gàmbia).
- 2011: Delta del Saloum.
- 2012: El paisatge cultural dels bassaris.

### Seychelles
- 1982: L'atol d'Aldabra.
- 1983: La reserva natural de la Vallée de Mai.

### Sud-àfrica
- 1999: El parc de les zones humides de Greater Saint Lucia, a KwaZulu-Natal.
- 1999: Robben Island, davant la costa de la Ciutat del Cap.
- 1999 i 2005: Els jaciments d'homínids fòssils de Sterkfontein, Swartkrans, Kromdraai i la rodalia, a la província de Gauteng.
- 2000 i 2013: El Parc Nacional del Drakensberg o d'uKhahlamba, a KwaZulu-Natal.
- 2003: El paisatge cultural de Mapungubwe, a la província de Limpopo.
- 2004: Les àrees protegides de la regió floral del Cap.
- 2005: El cràter de Vredefort, a la província de l'Estat Lliure.
- 2007: El paisatge cultural i botànic del Richtersveld, a la província del Cap Septentrional.
- 2017: Paisatge cultural dels ǂKhomani.
- 2018: Muntanyes de Barberton Makhonjwa.

### Sudan
- 2003: El Gebel Barkal i els jaciments arqueològics de la regió de Napata.
- 2011: Els jaciments arqueològics de l'illa de Mèroe.
- 2016: El parc nacional marítim de Sanganeb i el parc nacional marítim de la badia de Dungonab i l'illa de Mukkawar.

### Tanzània
- 1979 i 2010: L'àrea de conservació de l'Ngorongoro.
- 1981: El Parc Nacional del Serengeti.
- 1981: Les ruïnes de Kilwa Kisiwani i de Songo Mnara.*
- 1982: La reserva de caça de Selous.
- 1987: El Parc Nacional del Kilimanjaro.
- 2000: Mji Mkongwe (Ciutat Vella, coneguda turísticament en anglès com a Stone Town, Ciutat de Pedra), a Zanzíbar.
- 2006: L'art rupestre de Kondoa.

### Terres Australs i Antàrtiques Franceses
- 2019 Terres Australs i Antàrtiques Franceses

### Togo
- 2004: Koutammakou, el país dels batammariba.

### Tunísia
- 1979: L'amfiteatre d'El Djem.
- 1979: La medina de Tunis.
- 1979: El jaciment arqueològic de Cartago.
- 1980: El Parc Nacional d'Ichkeul.
- 1985 i 1986: La ciutat púnica de Kerkouane i la necròpoli.
- 1988: La ciutat de Kairuan.
- 1988: La medina de Sussa.
- 1997: La ciutat romana de Dougga, l'antiga Thugga.

### Txad
- 2012: Els llacs d'Ounianga.
- 2016: Paisatge Cultural i Natural del Massís d'Ennedi.

### Uganda
- 1994: La selva impenetrable de Bwindi.
- 1994: Les muntanyes Ruwenzori.
- 2001: Les tombes dels reis de Buganda a Kasubi.*

### Zàmbia
- 1989: Mosi-oa-Tunya, o les cascades Victòria (compartit amb Zimbàbue).

### Zimbàbue
- 1984: Parc Nacional de Mana Pools i les àrees de safari de Sapi i Chewore.
- 1986: El Monument Nacional del Gran Zimbàbue.
- 1986: Les ruïnes de Khami.
- 1989: Mosi-oa-Tunya, o les cascades Victòria (compartit amb Zàmbia).
- 2003: Les muntanyes de Matobo.